# Hirax
Gli Hirax sono una band thrash metal formata a Cypress in California nel 1984.
Il gruppo fu formato dal cantante Katon DePena, unico membro originale rimasto.
La band prese piede nella prospera scena metal underground di San Francisco, dove fiorirono band come Metallica, Testament, Megadeth, Exodus e molte altre.
La band fu uno dei primi esempi di thrash/speed metal.

## Storia

### La scalata al successo (1984-1989)

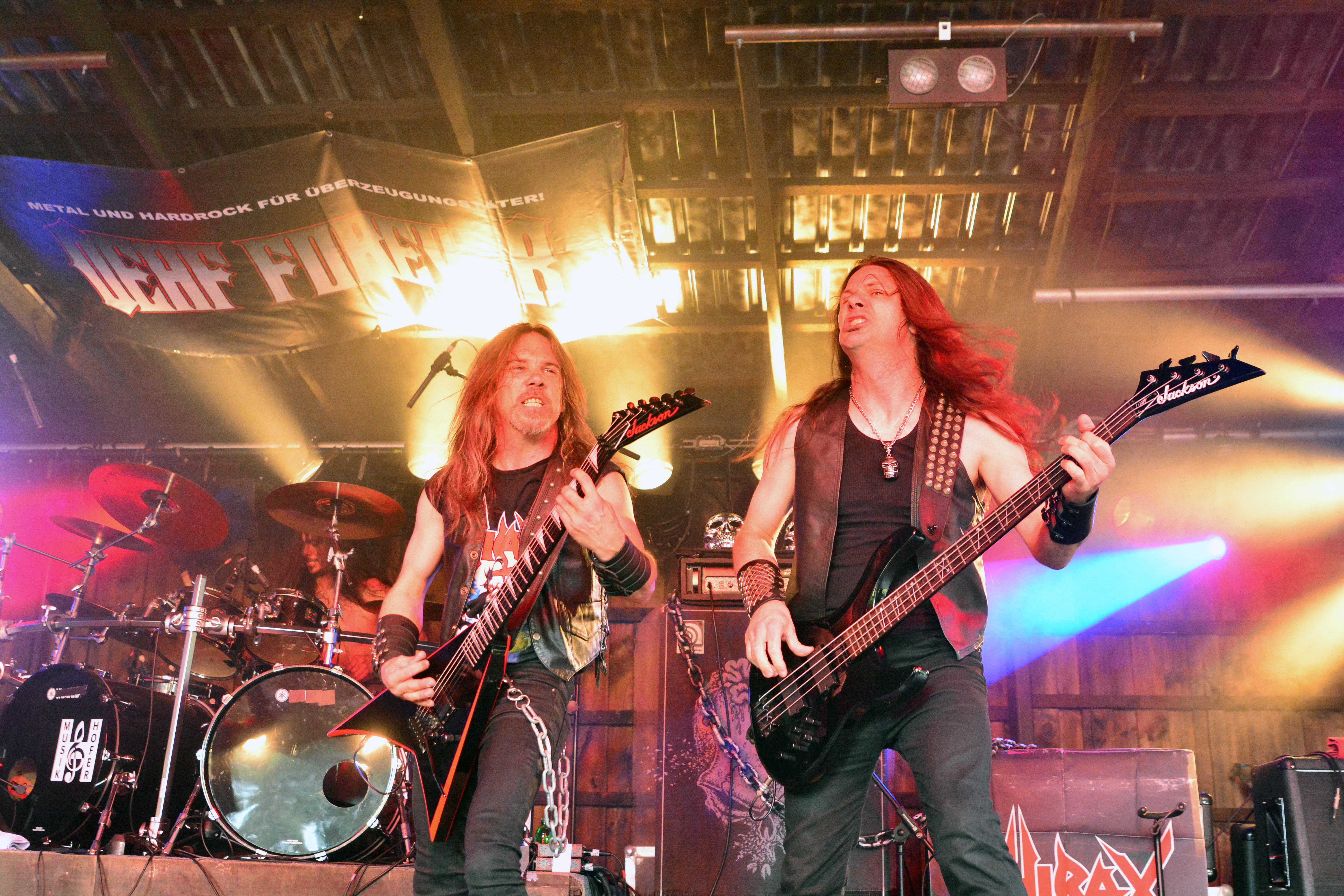
Mike Vega, Lance Harrison e Steve Harrison all'Headbangers Open Air 2015

Dopo la pubblicazione di qualche demo, gli Hirax firmarono con l'etichetta Metal Blade e debuttarono col loro primo full-length, Raging Violence nel 1985. La band era composta da Katon W. De Pena (voce), Scott Owen (chitarra), Gary Monardo (basso) e John Tabares (batteria). 
Nel 1986, John Tabares lasciò la band e venne rimpiazzato da Eric Brecht (fratello di Kurt Brecht, cantante dei D.R.I.). Dopo questo cambio pubblicarono un EP, titolato Hate, Fear and Power sotto pressione dell'etichetta (aveva solo 16 minuti di durata per 8 canzoni).
Dopo questo episodio la band lasciò l'etichetta e pubblicò un demo autoprodotto chiamato Blasted In Bangkok nel 1987.
Ma con tensioni e delusione nella band, De Pena decise di lasciare e formò una band con Gene Hoglan (ex batterista dei Dark Angel), e Ron McGovney (ex bassista dei Metallica).
Si chiamarono Phantasm e pubblicarono un demo di 6 pezzi nel 1988, ristampato poi nel 2002 come CD con l'aggiunta di tracce live. Dopo un breve tour con i Nuclear Assault, si sciolsero.
Intanto nel 1989 il rimpiazzo per De Pena fu trovato in Paul Baloff (ex cantante degli Exodus). Ma poco dopo la band si sciolse.

### Reunion (2000-oggi)
De Pena rimase coinvolto nella scena musicale locale e trovò un lavoro in un negozio di dischi. Decise di riunire gli Hirax nel 2000, incoraggiato dal grande interesse riscontrato tra i fan quando nelle sue esibizioni proponeva dei loro vecchi pezzi. Richiamò quindi i membri originali con Scott Owen, Gary Monardo, e John Tabares, e pubblicarono l'EP El Diablo Negro.
Successivamente la formazione cambiò completamente, ad eccezione di De Pena, e gli Hirax pubblicarono l'album Barrage of Noise nel 2001 con James Joseph Hubler, Justin Lent (Clusterfux), e Nick Sellinger. Ma anche questa formazione ebbe vita breve.
Nel 2003, la band suonò al Bang Your Head Festival, a Balingen, in Germania ma poco dopo De Pena reclutò altri membri pubblicando l'album The New Age of Terror nel 2004 con i chitarristi Dave Watson e Glenn Rogers (ex Deliverance), il bassista Angelo Espino, e il batterista Jorge Iacobellis.
Ma anche questa formazione fece la fine delle precedenti.
La band pubblicò il quarto album El Rostro de la Muerte nella primavera del 2009, mentre il quinto uscì nel 2014 con titolo di Immortal Legacy. Il 28 febbraio 2025 esce il loro sesto album, Faster than Death. 

## Formazione

### Formazione attuale
- Katon W. DePena - voce (1984 - 1988, 2000 - presente)
- Lance Harrison - chitarra (2006 - presente)
- Steve Harrison - basso (2006 - presente)
- Jorge Iacobellis - batteria (2003 - 2006, 2008 - presente)

### Ex componenti

#### Cantanti
- Paul Baloff (1988)

#### Chitarristi
- Tim Thomas (2007 - 2008)
- James Joseph Hubler (2001)
- Bob Savage (1984)
- Scott Owen (1984 - 1989, 2000)
- Dave Watson (2003 - 2005)
- Glenn Rogers (2003 - 2005, 2006 - 2007, 2008 - 2011)

#### Bassisti
- Gary Monardo (1984 - 1989, 2000)
- Mike Brickman
- Justin Lent (anche chitarrista)
- Angelo Espino (2003 - 2005)

#### Batteristi
- Dan Bellinger
- Brian Keith (1984)
- Eric Brecht (1986 - 1989)
- Dave Chedrick (2004 - 2005)
- John Tabares (1984 - 1986, 2000, 2006)
- Miguel "Camazotz" Moran (2007)
- Fabricio Ravelli (2006 - 2008)

## Discografia

### Album in studio
- 1985 - Raging Violence
- 1986 - Hate, Fear and Power
- 2004 - The New Age of Terror
- 2009 - El Rostro De La Muerte
- 2014 - Immortal Legacy
- 2025 - Faster than Death

### Live
- 2008 - Thrash and Destroy

### Raccolte
- 1987 - Not Dead Yet
- 2007 - Assassins of War / The New Age of Terror
- 2008 - Thrash Metal Assassins
- 2010 - Noise Chaos War

### EP
- 2000 - El Diablo Negro
- 2001 - Barrage of Noise
- 2007 - Assassins of War
- 2007 - Chaos and Brutality

### Singoli
- 1987 - Blasted in Bangkok Single
- 2012 - La Boca de la Bestia
- 2013 - Hellion Rising

### Split album
- 1997 - Spazz / Hirax
- 2005 - Louder Than Hell
- 2008 - Hirax / F.K.Ü.
- 2010 - Raging Thrash
- 2013 - La Boca de la Bestia / Queen of the Wasteland
- 2014 - Hellion Rising / Water Boarding
- 2015 - West-East Thrashaholic Beat Up

### Demo
- 1984 - Demo 1984
- 1985 - Demo Rehearsal 1
- 1985 - Demo Rehearsal 2
- 1987 - Blasted In Bangkok

## Videografia

### DVD
- 2006 - Thrash 'til Death
- 2008 - Thrash and Destroy
- 2010 - Just Kill... and Kill Again
- 2011 - First Time in Poland